# Parti travailliste national (Australie)
Le Parti travailliste national (National Labor Party en anglais) est un parti politique australien formé par le Premier ministre Billy Hughes en 1916 à la suite de la scission du Parti travailliste australien à cause de désaccords au sujet de la conscription en Australie pendant la Première Guerre mondiale (en).

## Annexe